# Nga Mi, Tân Trúc

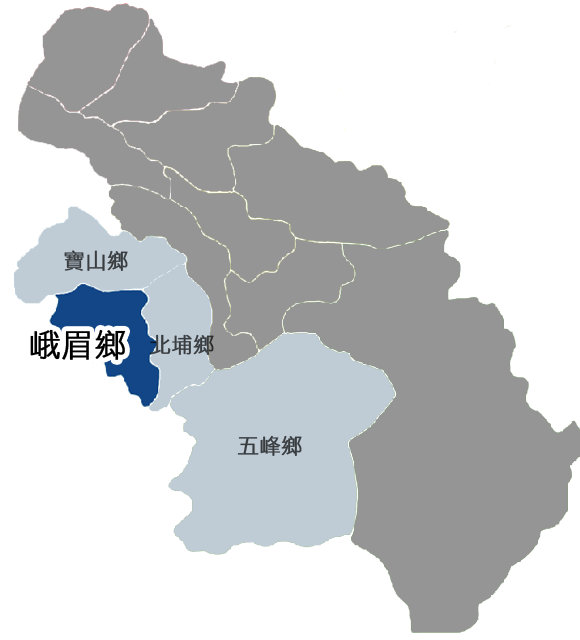
Vị trí tại Tân Trúc

Nga Mi (tiếng Trung: 峨眉鄉; bính âm: Éméi xiāng) là một hương (xã) của huyện Tân Trúc, tỉnh Đài Loan, Trung Hoa Dân Quốc (Đài Loan). Hương giáp với huyện Miêu Lật và có địa hình đồi núi. Hương được đặt theo tên của con sông Nga Mi chảy qua địa bàn. Kinh tế của Nga Mi dựa trên linh vực nông nghiệp, tuy nhiên, do địa hình đồi núi nên nông sản chủ yếu chỉ để phục vụ cho nhu cầu của địa phương, ngoài ra còn có ngành công nghiệp chế biến chè. Tổng diện tích của Nga Mi là 46,8010 km², dân số vào tháng 8 năm 2011 là 5.919 người thuộc 2.037 hộ gia đình, mật độ cư trú đạt 126,5 người/km².